# Бойяр, Джоан
Джоан Фэй Бояр (также известная как Джоан Бояр Пламстед, род. 18 апреля 1955 года, Чикаго) — американский и датский специалист по информатике, чьи исследовательские интересы включают онлайн-алгоритмы, криптологию и вычислительную сложность булевых функций, используемых в криптологии. Она является профессором кафедры математики и компьютерных наук в Университете Южной Дании.

## Биография
Бояр родилась в Чикаго 18 апреля 1955 года и специализировалась на математике в Чикагском университете, который окончила в 1977 году. Она поступила в Калифорнийский университет в Беркли для аспирантуры по информатике, получив степень магистра в 1981 году и завершив свою докторскую диссертацию в 1983 году. Её докторская диссертация «Вывод последовательностей, генерируемых генераторами псевдослучайных чисел» курировалась Мануэлем Блюмом.
После получения докторской степени Бояр вернулась в Чикагский университет в качестве доцента информатики в 1983 году. [1] Среди её студентов был датский специалист по информатике Карстен Лунд, совместно с Лансом Фортноу и Ласло Бабаи.
С 1989 по 1992 год Бояр начала занимать краткосрочные и гостевые должности в Орхусском университете, университете Оденсе (Дания), и университете Лойолы (Чикаго), прежде чем она получила должность лектора (адъюнкт-профессора) в университете Южной Дании в 1992 году. В 2017 году она была повышена до полного профессора. Она вышла замуж за Кима Скака Ларсена, который также как Джоан Бояр является профессором компьютерных наук в Университете Южной Дании, и является гражданином Дании.